# Rottmannshart
Rottmannshart ist seit 1978 ein Ortsteil des Marktes Manching im nördlichen Landkreis Pfaffenhofen an der Ilm und weist in seinem ursprünglichen Bereich sechs vergebene Hausnummern auf.

## Geographie
Der Weiler Rottmannshart liegt in einer weiten Ebene an der heutigen Staatsstraße 2335 zwischen den Orten Manching, Westenhausen und Großmehring. Nördlich von Rottmannshart fließt die Paar der Donau zu. Südlich verläuft die Bahnstrecke Regensburg–Ingolstadt.

## Geschichte
Rottmannshart gehörte wie Lindach ab 1803 bis zur Eingemeindung nach Manching im Jahre 1978 zur Gemeinde Westenhausen im Bezirksamt Pfaffenhofen. Die Ortsbezeichnung taucht im Jahr 1175 unter dem Namen Ratinshart, 1688 als Ratmannshart auf (= „Auf dem Hart gelegenes Gehöft des Ratuni“). Im Jahre 1626 wurde die Grenze zwischen dem Gericht Vohburg und der Neuburgischen Pfalz „von der Strass abwerts gegen die Ainödt Rotmanßhart“ beschrieben. Die damalige Einöde gehörte zeitweise zum Kloster Rohr (Niederbayern) und führte daher vorübergehend auch den Namen „Rohrerhof“.

## Bahnhof Manching
Die Bahnstrecke Regensburg–Ingolstadt wurde am 1. Juni 1874 offiziell eröffnet und ist heute eine eingleisige, elektrifizierte Hauptbahn. Der Bahnhof Manching entstand unmittelbar westlich von Rottmannshart. Die Einstellung der Bedienung im Personenverkehr erfolgte aufgrund nachlassenden Zuspruchs schon zum 1. Juni 1980. Grund hierfür war nicht zuletzt die wenig attraktive Erreichbarkeit dieses Bahnhofs von den Siedlungsbereichen Manchings und umliegender Ortschaften. Der Bahnhof Manching wird gegenwärtig nur noch als Betriebsbahnhof genutzt, Teilflächen des Bahnhofsgeländes wurden einer gewerblichen Nutzung zugeführt und ergänzen somit das nördlich davon entstandene Gewerbe- und Industriegebiet Manching „Am Bahnhof“.